# فرن ایکیرز (هاوایی)
فرن ایکیرز (به انگلیسی: Fern Acres) یک منطقهٔ مسکونی در ایالات متحده آمریکا است که در شهرستان هاوایی، هاوایی واقع شده‌است. فرن ایکیرز ۱۷٫۶ کیلومتر مربع مساحت و ۱٬۵۰۴ نفر جمعیت دارد و ۴۶۷ متر بالاتر از سطح دریا واقع شده‌است.